# 斯穆尔纳的赫尔米普斯
士麥那的赫尔米普斯（英語：Hermippus of Smyrna），约活动于公元前3世纪后期。古希腊作家，他长于为立法者立传，他同时也是著名的哲学家。曾于当时的希腊发挥了一定的影响力。他曾在亚历山大城从事研究。他的想象力多于其精确性，故为后人所批评。